# Kurume
Kurume (久留米市, Kurume-shi) is een stad (shi) in de Japanse prefectuur Fukuoka . Op 1 januari 2012 had de stad naar schatting 301.809 inwoners en een bevolkingsdichtheid van 1310 bewoners per km². Het totale gebied beslaat 229,84 km². Kurume kreeg op 1 april 2008  het statuut van kernstad. De stad staat vooral bekend om zijn kasuri (絣) (grof geweven, met indigo geverfde stof), tonkotsu  (soep met varkensvlees), ramen (noedels) en bakken en schalen gemaakt van rantai shikki (een materiaal gemaakt van gelakt bamboe).
De stad werd op 1 april 1889 gesticht.
Bekende mensen uit Kurume zijn onder meer de familie achter bandenfabrikant Bridgestone (Shojiro Ishibashi), George Shima (de "aardappelkoning van Californië"), de popgroep Checkers, de zangeres en actrice Seiko Matsuda, anime-producer Leiji Matsumoto. Bridgestone heeft zijn oorsprong in Kurume als fabrikant van traditionele schoenen, de sok-achtige tabi, die gebruikt wordt door boeren. Ze kwamen erachter dat door het bekleden van de onderkant van de tabi met rubber de boer beschermd werd tegen de parasietachtige wormen die in rijstvelden leven.
In 2010 werd in Kurume de Internationale Camellia Conferentie gehouden.

## Samenvoeging
- Op 5 februari 2005 werden de volgende vier gemeenten samengevoegd tot het huidige Kurume: Kitano uit het district Mii, Jojima en Mizuma uit het district Mizuma en Tanushimaru uit het district Ukiha.

## Universiteiten
- Kurume-universiteit
- Universitair Hospitaal van Kurume

## Bezienswaardigheden
- Kasteel Kurume
- Kannon van Kurume
- Heiwa Daibutsutoren, replica van de Mahabodhitempel in India

## Galerij

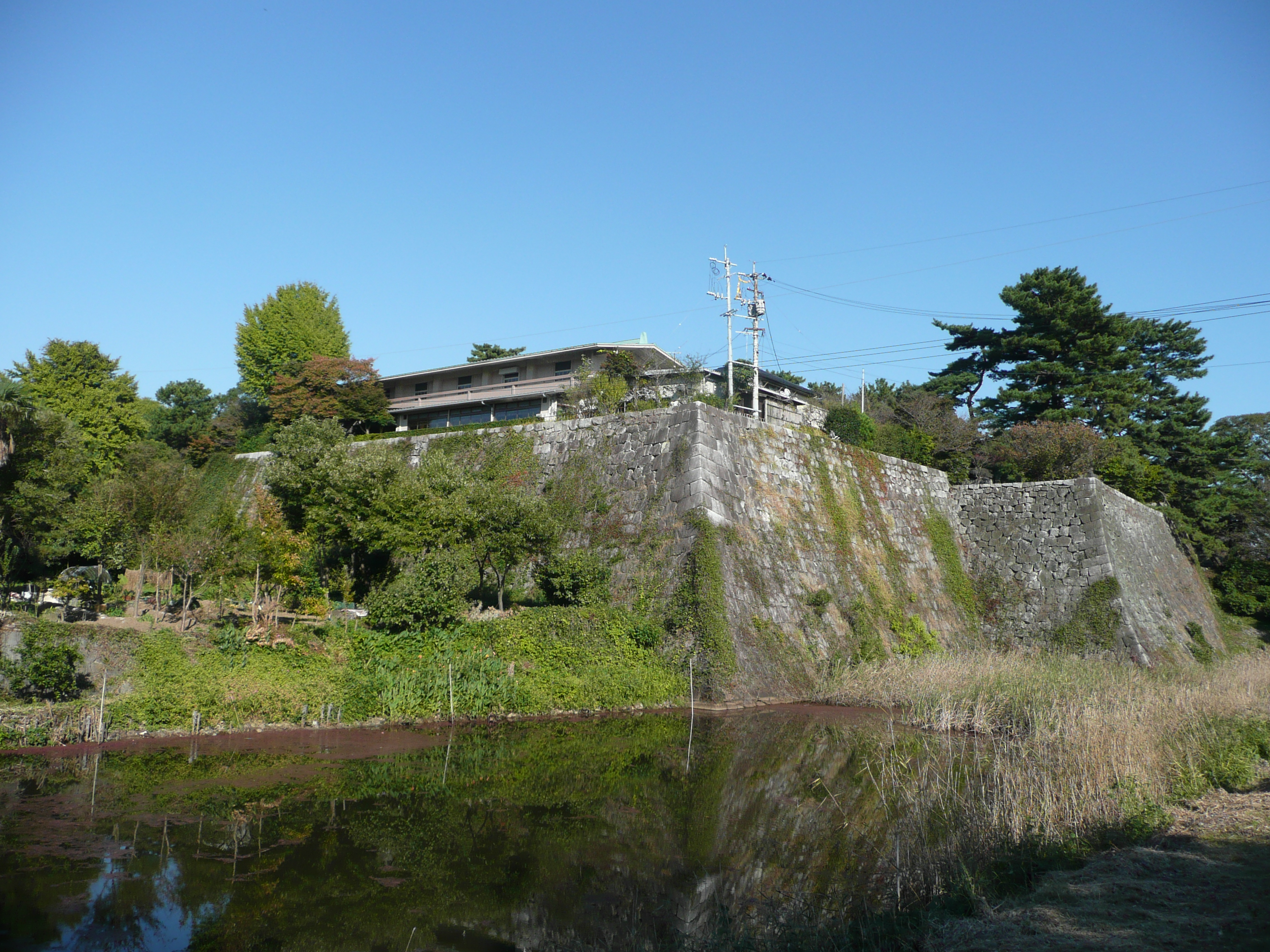
Kasteel Kurume
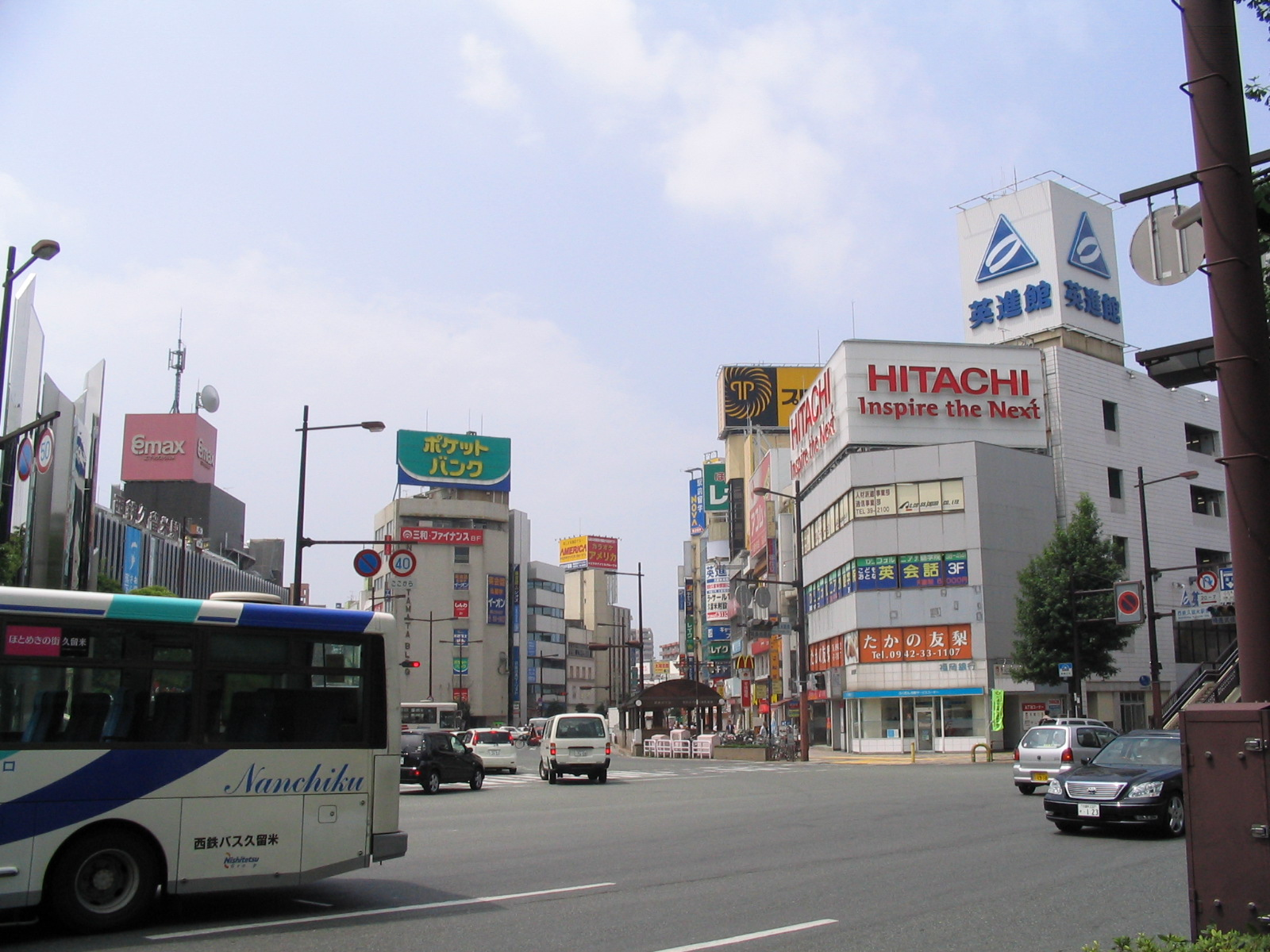
Binnenstad van Kurume
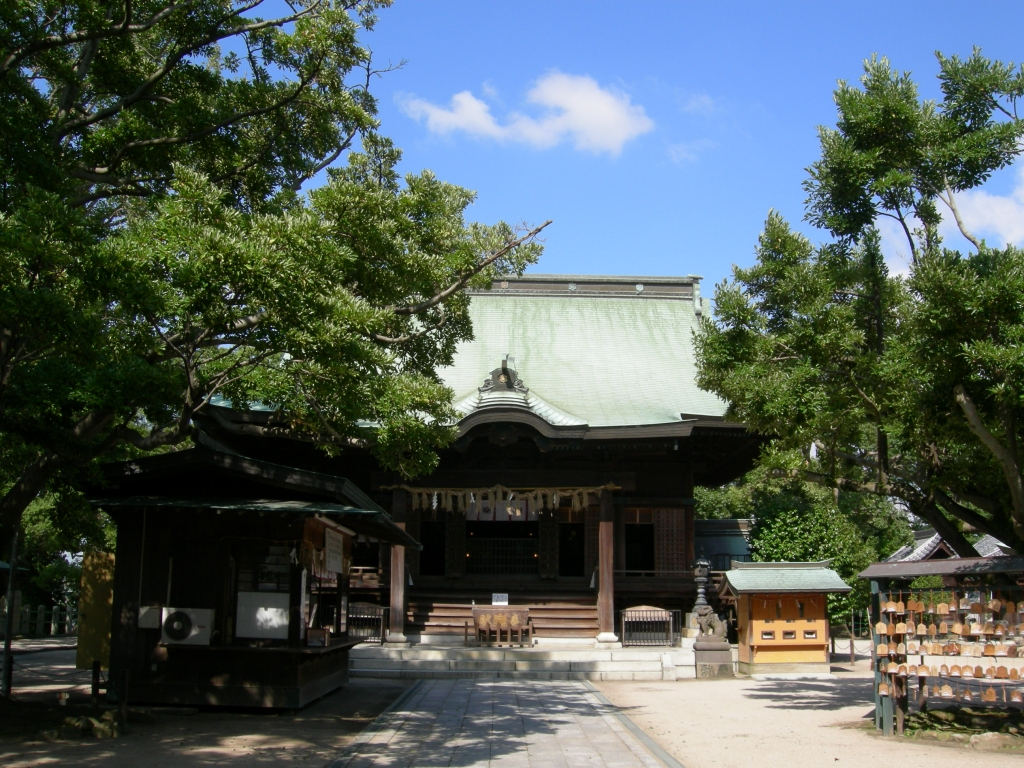
Het hoofdschrijn van Kurume Suiten-gū
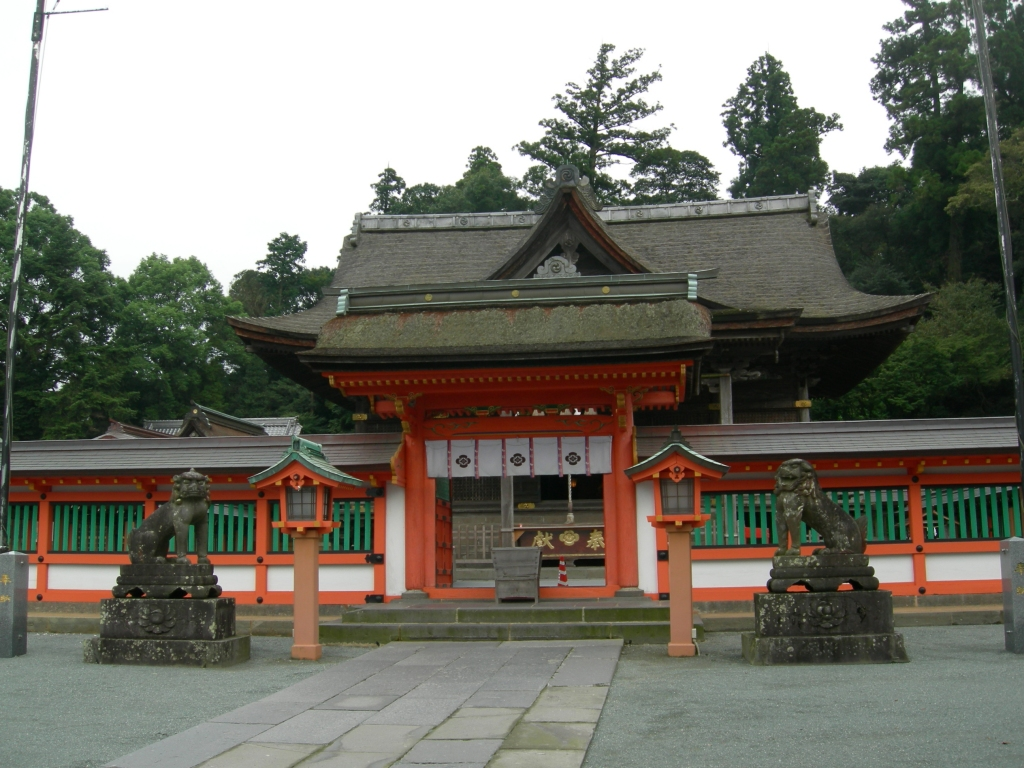
Het hoofdschrijn van Kōra Taisha

## Geboren
- Leiji Matsumoto (1938-2023), auteur van manga en anime
- Koichi Nakano (1955), baanwielrenner